# Latridae
I Latridae sono una famiglia di pesci ossei marini appartenenti all'ordine Perciformes.

## Distribuzione e habitat
Tutte le specie della famiglia vivono nei mari dell'emisfero australe in Australia, Nuova Zelanda, Cile nonché nell'Oceano Atlantico meridionale. Sono in genere costieri, più comuni sui fondi duri.

## Descrizione
Possiedono una sola pinna dorsale, composta anteriormente da raggi spinosi (da 14 a 24) e posteriormente da 18-35 raggi molli. La pinna anale ha da 18 a 35 raggi molli. Denti presenti o assenti.
Sono pesci di taglia media o grande. Latris lineata raggiunge 120 cm ed è la specie più grande.

## Pesca
Ler ottime carni rendono i Latridae molto apprezzati dai pescatori sportivi.

## Specie
- Genere Latridopsis
  - Latridopsis ciliaris
  - Latridopsis forsteri
- Genere Latris
  - Latris lineata
  - Latris pacifica
- Genere Mendosoma
  - Mendosoma lineatum[2]